# Raúl Adolfo Ringuelet
Raúl Adolfo Ringuelet (La Plata, 10 de setembro de 1914 – 29 de abril de 1982), foi um naturalista e zoólogo argentino.
Em 1939 obteve o doutorado em ciências naturais no Instituto superior do Museu da  Universidade Nacional de La Plata.
Se guiou em diversas linhas de trabalho e em variados campos, não somente na Zoologia, porém também na Biogeografia, Hidrobiologia, Ecologia, Parasitologia, e Proteção e Conservação da Natureza. Foi um especialista em Limnologia.

## Obras
- Raúl A. Ringuelet. (1947). Difusión de las enfermedades parasitarias de la abejas en la Argentina y las medidas para combatirlas. Editorial: Buenos Aires: Dirección de Información del Ministerio de Agricultura, 1947.